# Edícula

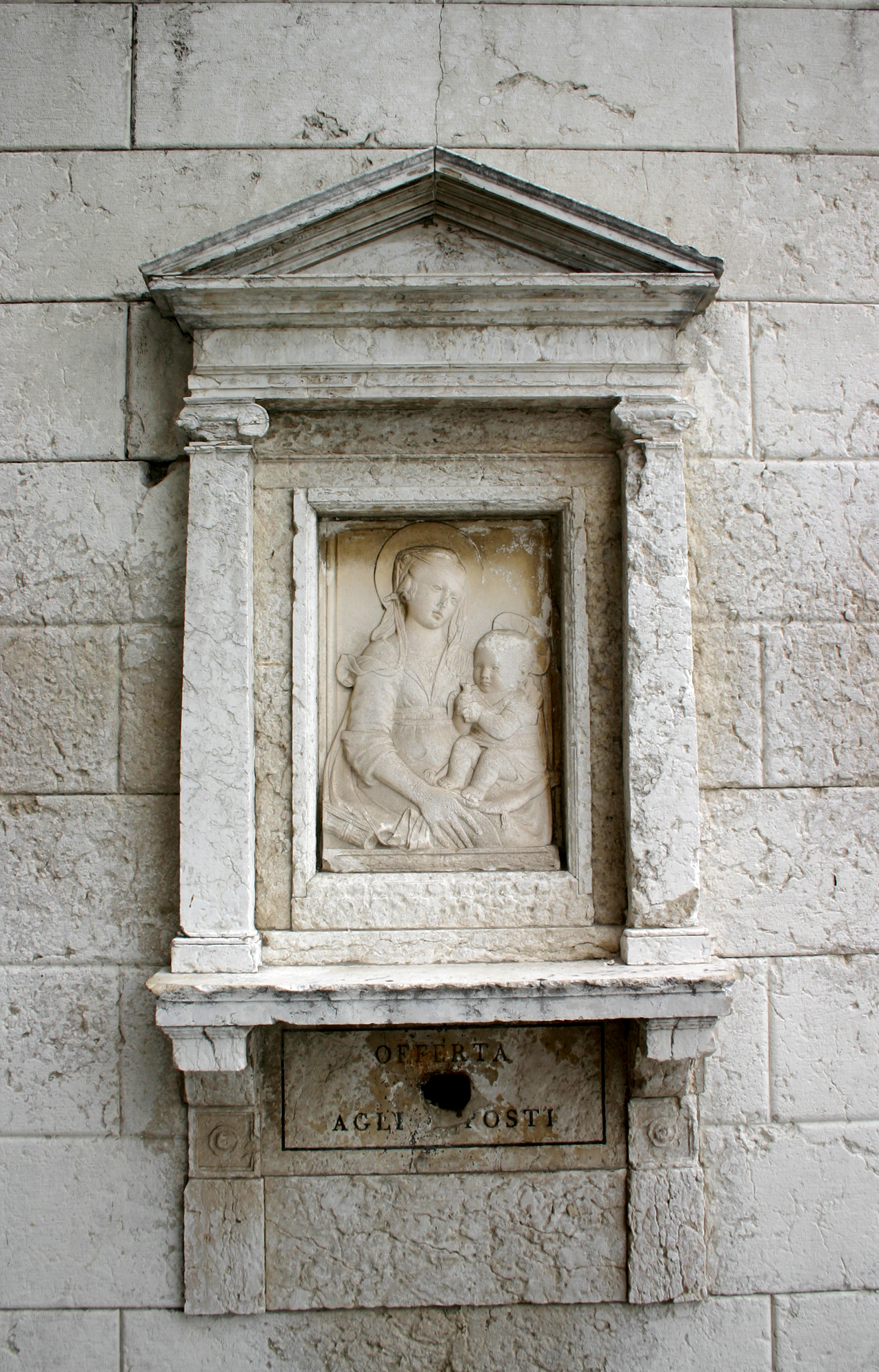
Uma aedicula cristã em Veneza.

Edícula (em latim: Aedicula; plural: Aediculae) é uma pequena casa, ou um templo, nicho ou santuário com forma de pequena edificação. A palavra edícula é o diminutivo do latim edis (aedis) ou edes (aedes), um templo ou casa, significando literalmente  pequena casa ou templo.

## Edículas pagãs

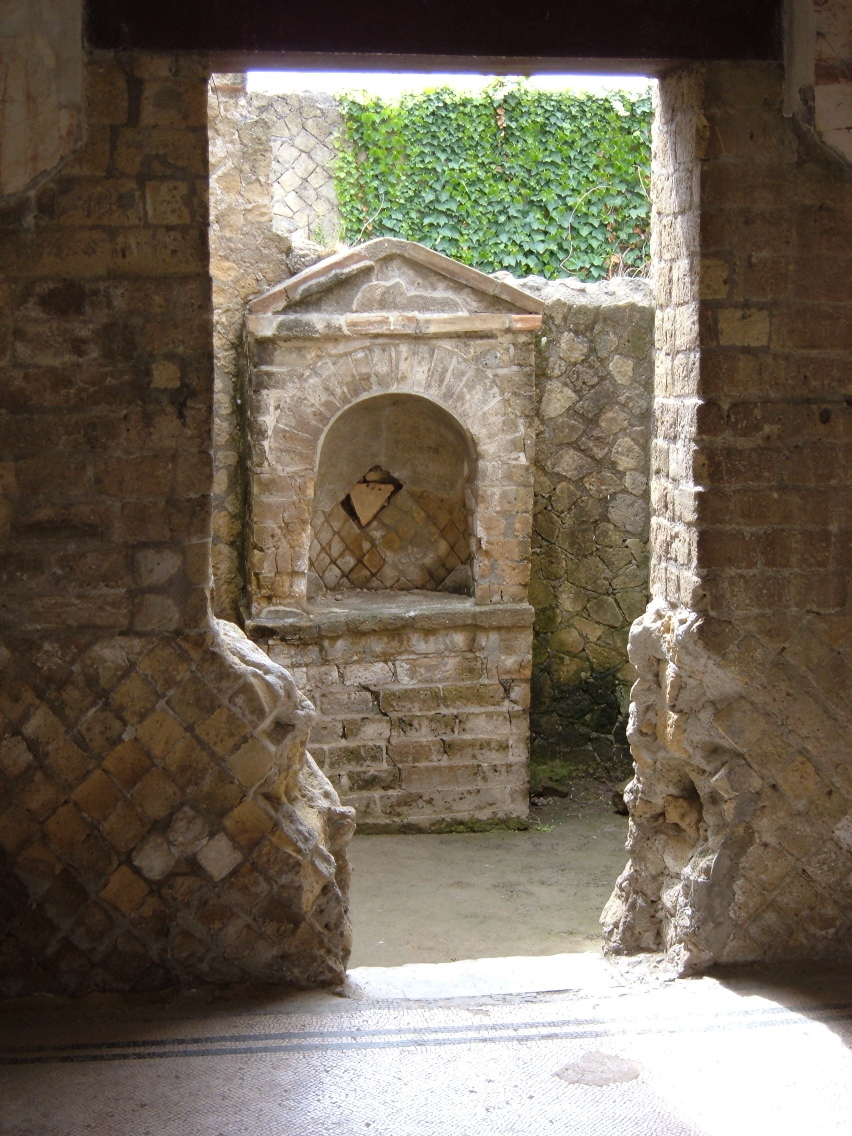
Edícula pagã em uma casa de Herculano.

Muitas edículas foram agregados a santuários para abrigarem pequenos altares e estátuas, enquanto outros ficavam nas casas das pessoas comuns, normalmente possuindo divindades romanas para proteger a casa e a família. Estruturas semelhantes existiam também na Grécia Antiga.
Outras edículas eram pequenos santuários dentro de templos maiores, normalmente fixados no chão, e rodeados por colunas. Na arquitetura romana a edícula tem essa função representativa na sociedade, sendo instaladas em edifícios públicos como o Arco do Triunfo e nos portões da cidade.

## Edículas cristãs
Na arquitetura cristã, a edícula é um baldaquino tridimensional. Existem edículas em cemitérios romanos, como parte da arquitetura fúnebre. Uma das edículas mais conhecidas é a que abriga o que alguns acreditam ser o Túmulo de Jesus Cristo dentro da Igreja do Santo Sepulcro, em Jerusalém.